# Джо Родон
Джо Родон (англ. Joe Rodon, нар. 22 жовтня 1997, Суонсі) — валлійський футболіст, захисник англійського клубу «Лідс Юнайтед» та національної збірної Уельсу.

## Клубна кар'єра
Джо Родон народився 1997 року в Суонсі, та є вихованцем місцевої футбольної школи клубу «Свонсі Сіті». З 2015 року він перебував у складі основної команди клубу, дебютував за основу у січні 2016 року в матчіКубка Футбольної ліги проти команди «Оксфорд Юнайтед». У жовтні 2017 року Родон дебютував у складі «Свонсі Сіті» у Прем'єр-лізі в матчі проти «Арсенала».
На початку 2018 року Джо Родон став гравцем англійської команди «Челтнем Таун», з якою уклав орендну угоду на півроку. У складі «Челтнем Таун» взяв участь у 12 матчах чемпіонату. З початку сезону 2018—2019 років футболіст повернувся до складу «Свонсі Сіті». Після повернення до рідної команди він став одним із гравців основного складу клубу, відіграв у складі команди за два роки 52 матчі першості.
16 жовтня 2020 року Джо Родон уклав контракт на 5 років з англійським клубом «Тоттенгем Готспур». Проте 1 серпня 2022 року футболіст перейшов до французького клубу «Ренн» на правах оренди з можливістю викупу контракту.

## Виступи за збірні
З 2016 до 2018 року Джо Родон залучався до складу молодіжної збірної Уельсу, на молодіжному рівні зіграв у 7 матчах. 2017 року Родон також грав у складі юнацької збірної Уельсу віком до 20 років, за яку зіграв 3 гри.
6 вересня 2019 року Джо Родон дебютував в офіційних матчах у складі національної збірної Уельсу в грі проти збірної Азербайджану у рамках відбору до чемпіонату Європи. У кінці травня 2021 року Джо Родона включили до складу збірної Уельсу для участі в чемпіонаті Європи з футболу. У листопаді 2022 року Джо Родона включили до складу збірної на чемпіонат світу 2022 року в Катарі, де валлійська збірна завершила турнір на груповому етапі. Станом на кінець листопада 2022 року відіграв у складі збірної 33 матчі.

## Особисте життя
Дід Джо Родона, Пітер Родон, та дядько, Кріс Родон, також були професійними валлійськими футболістами.
| Дата       | Місто     | Господарі  | Результат | Гості       | Турнір                               | Голи | Примітки |
| ---------- | --------- | ---------- | --------- | ----------- | ------------------------------------ | ---- | -------- |
| 6-9-2019   | Кардіфф   | Уельс      | 2 – 1     | Азербайджан | Відбір до ЧЄ 2020                    | -    |          |
| 9-9-2019   | Кардіфф   | Уельс      | 1 – 0     | Білорусь    | товариський матч                     | -    |          |
| 10-10-2019 | Трнава    | Словаччина | 1 – 1     | Уельс       | Відбір до ЧЄ 2020                    | -    |          |
| 13-10-2019 | Кардіфф   | Уельс      | 1 – 1     | Хорватія    | Відбір до ЧЄ 2020                    | -    |          |
| 8-10-2020  | Лондон    | Англія     | 3 – 0     | Уельс       | товариський матч                     | -    | 46'      |
| 11-10-2020 | Дублін    | Ірландія   | 0 – 0     | Уельс       | Ліга націй УЄФА 2020-2021 - 1-й етап | -    |          |
| 14-10-2020 | Софія     | Болгарія   | 0 – 1     | Уельс       | Ліга націй УЄФА 2020-2021 - 1-й етап | -    |          |
| 12-11-2020 | Суонсі    | Уельс      | 0 – 0     | США         | товариський матч                     | -    | 69'      |
| 15-11-2020 | Кардіфф   | Уельс      | 1 – 0     | Ірландія    | Ліга націй УЄФА 2020-2021 - 1-й етап | -    |          |
| 18-11-2020 | Кардіфф   | Уельс      | 3 – 1     | Фінляндія   | Ліга націй УЄФА 2020-2021 - 1-й етап | -    |          |
| 24-3-2021  | Левен     | Бельгія    | 3 – 1     | Уельс       | Відбір до ЧС 2022                    | -    |          |
| 30-3-2021  | Кардіфф   | Уельс      | 1 – 0     | Чехія       | Відбір до ЧС 2022                    | -    |          |
| 2-6-2021   | Ніцца     | Франція    | 3 – 0     | Уельс       | товариський матч                     | -    | 46'      |
| 5-6-2021   | Кардіфф   | Уельс      | 0 – 0     | Албанія     | товариський матч                     | -    | 61'      |
| 12-6-2021  | Баку      | Уельс      | 1 – 1     | Швейцарія   | ЧЄ 2020 - груповий етап              | -    |          |
| 16-6-2021  | Баку      | Туреччина  | 0 – 2     | Уельс       | ЧЄ 2020 - груповий етап              | -    |          |
| 20-6-2021  | Рим       | Італія     | 1 – 0     | Уельс       | ЧЄ 2020 - груповий етап              | -    |          |
| 26-6-2021  | Амстердам | Уельс      | 0 – 4     | Данія       | ЧЄ 2020 - 1/8 фіналу                 | -    | 26'      |
| 8-10-2021  | Прага     | Чехія      | 2 – 2     | Уельс       | Відбір до ЧС 2022                    | -    |          |
| 11-10-2021 | Таллінн   | Естонія    | 0 – 1     | Уельс       | Відбір до ЧС 2022                    | -    |          |
| 13-11-2021 | Кардіфф   | Уельс      | 5 – 1     | Білорусь    | Відбір до ЧС 2022                    | -    |          |
| 16-11-2021 | Кардіфф   | Уельс      | 1 – 1     | Бельгія     | Відбір до ЧС 2022                    | -    |          |
| Усього     |           | Матчів     | 22        |             | Голів                                | 0    |          |